# Rectoria Vella (Massanes)
La Rectoria Vella és una obra de Massanes (Selva) inclosa a l'Inventari del Patrimoni Arquitectònic de Catalunya.

## Descripció
És un edifici amb una paret mitgera adossada a l'absis de l'església parroquial de Sant Esteve, al nucli urbà de Massanes.
L'edifici, de planta irregular, està format per diversos cossos que amplien l'estructura original, no visible des de la Plaça de Catalunya, ja que actualment es troba en la part posterior de l'habitatge.
A la façana del cos original, una casa del segle xvii, a la planta baixa hi ha la porta d'entrada amb llinda monolítica i brancals de carreus de pedra. Al primer pis, una gran obertura en arc rebaixat format per dovelles, i brancals de carreus de pedres, que és un balcó. Al costat esquerre hi ha una finestra amb llinda monolítica, i brancals i ampit de pedra. Al segon pis, dues finestres amb llinda monolítica i brancals i ampit de pedra. La façana està arrebossada i pintada de color blanc. Hi ha un rellotge de sol. A la part posterior hi ha un ampli jardi amb piscina.
A la façana que dona a la Plaça Catalunya, hi ha un cos amb teulada a una vessant, amb planta baixa i pis, que té totes les obertures amb llinda monolítica i brancals de carreus de pedra. Els murs són de maçoneria. Aquesta part es troba adossada a un cos més modern, on a la planta baixa hi ha el garatge, i al pis una balconada amb barana de ferro forjat, a la que s'hi accedeix des de dues portes en arc pla. Aquest cos té la teulada a una vessant.
Sota la casa es conserva una mina.

## Història
En una de les llindes s'intueix una data que situa la construcció de l'edifici al segle xvii amb al funció de masia. Durant el segle següent fou ampliada amb diversos cossos i el 1977-78 fou venuda pel Bisbat de Girona i convertida en residència particular.